# Iubire și onoare
Iubire și Onoare este o telenovelă românească produsă de MediaPro Pictures pentru canalul Acasă TV.
Iubire și onoare este povestea unei iubiri între o româncă și un șeic din Emiratul Beled el Nur, care prezintă ca subiect principal crima de onoare, foarte frecventă încă în unele state arabe.

## Povestea
Ilinca (Madalina Draghici) este o fată modernă, care visează la o carieră de succes în PR și crede că iubirea adevarată poate fi întâlnită și în realitate, nu doar în povești. Ea are o relație cu un tânăr din București, Cătălin (Răzvan Fodor), căruia îi place să trăiască viața la limită. Cătălin s-a descurcat pe forțele proprii, îi plac banii și adoră să fie înconjurat de prieteni bogați și influenți. Deși la început e fascinată de viața pe care o trăiește Cătălin, cu timpul, Ilinca începe să realizeze că nu este decât un compromis. 
Amir (Radu Vâlcan este un șeic misterios, dar fascinant și atragător, care a suferit deja pierderea unei soții pe care a iubit-o. Este fiul unui emir bogat și puternic, născut în Țara Luminii (Beled el Nur). În momentul cel mai puțin așteptat, Ilinca îl întâlnește pe Amir într-un club din București și, încă din prima noapte, își dau seama că soarta lor este să fie împreună pentru totdeauna. Curând, însă, tinerii conștientizează că trăiesc un vis și că nu le va fi ușor să rămână împreună, având de înfruntat multe obstacole. 
Aziz (Augustin Viziru), fratele lui Amir, însetat de putere, se folosește de relația lui cu o creștină, Oxana (Diana Dumitrescu), pentru a-și înlătura fratele de la conducerea firmei de diamante a familiei.
La rândul său, tatăl, emirul Hussein (Costel Constantin), își dorește ca Amir să ia de nevastă o femeie de aceeași religie ca și el. Pe de altă parte, mama Ilincai, Marieta (Maia Morgenstern) se împotrivește vehement relației fetei ei cu un arab, pentru că știe că o femeie care intră într-o familie musulmană e obligată să trăiască după reguli stricte, scrise și nescrise, care îi îngrădesc libertatea și chiar îi amenință viața. 
În Emiratul Beled el Nur se practică crima de onoare, o cutumă conform căreia o femeie care încalcă legile Coranului este omorâtă de propria familie, în numele onoarei. 

## Distribuție
- Radu Vâlcan - Amir el Jisr
- Madalina Draghici - Ilinca Stuttman
- Diana Dumitrescu - Oxana Abramova / Samira el Jisr
- Augustin Viziru - Aziz bin Hussein el Jisr
- Adela Popescu - Carmen Florescu
- Răzvan Fodor - Cătălin Turcu "Șarpe"
- Adina Galupa - Cecilia Năstase "Cici"
- Andreea  Pătrașcu (Ibacka) - Codruța Ionescu "Coco"
- Dan Burghelea - Tata lui Coco
- Magdalena Catone Marta - Mama lui Coco
- Maia Morgenstern - Marieta Stuttman
- Marin Moraru - Unchiul Mahomed bin Hassan el Nazir
- Costel Constantin - Emirul Hussein bin Nasser el Jisr
- Virginia Rogin - Sharifa el Jisr
- Dana Dembinski Medeleanu - Rania el Jisr
- Cristina Ciobănașu - Noor el Jisr
- Alexandru Papadopol - Claudiu Nicolescu
- Dan Condurache - Matei Știucă
- Ioan Isaiu - Dan Stuttman
- Elvira Deatcu - Lavinia Moroianu
- Ioana Ginghină - Fatima el Jisr
- Nicoleta Luciu - Soraya el Jisr
- Majda Aboulumosha - Nadira el Jisr
- Denis Ștefan - Rashid Hammoud
- Sabina Posea - Silvia Hammoud
- Alina Chivulescu - Amina Hammoud
- Aylin Cadîr - Aysha el Jisr
- Ioana Picoș - Aziza el Batram
- Salex Iatma - Usman el Baroudi
- Marian Râlea - Traian Năstase
- Emil Mandanac - Serghei Dinescu
- Mircea Gheorghiu - Felix Stratan
- Simina Popa - Despina Calacea "Dixi" (sezonul 1)
- Ana Cristina Călin - Dalila Cristescu
- Cătălin Cățoiu - Abdoulah bin Osman Abu
- Răzvan Fodor - "Șarpe"
- Umar Aziz Jassim - Hassan Saud
- Andreea Apetre - Teodora Popescu "Tutu"
- Wilmark Rizzo - Fernando
- Irina Antonie - Vivi Vrabie
- Mihai Petre - Ovidiu Dumitrescu
- Adrian Ștefan - Cornel Năastase "Kuki"
- Amir Ali - Omar Hamuli
- Florin Zamfirescu - Said bin Faisal (sezonul 2)
- Stela Popescu - Zhira Rahman (sezonul 2)
- David Popa - Victor (sezonul 2)
- Adriela Morar - Yasmine Abu
- Răzvan Bănică - Farzin
- Ionel Mihăilescu - Yuri
- Luminița Gheorghiu - Mioara Avram
- Gheorghe Ifrim - Marian Constantin
- Leonid Doni - Ilia
- Cuzin Toma - Pilot
- Alexandru Virgil Platon - bunicul lui Coco
- Margareta Pogonat - bunica lui Coco
- Nicodim Ungureanu - delaer
- Rodica Tapalagă - D-na Știucă
- Constantin Anatol - D-nul Știucă
- George Motoi - Octav

## Difuzare internațională
| Tara                       | Canalul                       | Titlul Adaptat                                        |
| -------------------------- | ----------------------------- | ----------------------------------------------------- |
| Ecuador                    | Telerama                      | "En nombre del honor".                                |
| Statele Unite ale Americii | Mega TV                       | "El honor de amar".                                   |
| Venezuela                  | televen 2012 y Tves en (2023) | "En nombre del honor".                                |
| France                     | Antenne Réunion               | "Au nom de l'honneur".                                |
| Kazakhstan                 | Astana-tv                     | "Elina".                                              |
| Rusia                      | Domashny                      | "Мои восточные ночи" (ro.: "Nopțile mele orientale"). |
| Peru                       | Panamericana Televisión       | "En nombre del honor".                                |